# Corydalis capitata
Corydalis capitata là một loài thực vật có hoa trong họ Anh túc. Loài này được X.F.Gao, Lidén, Y.W.Wang & Y.L.Peng mô tả khoa học đầu tiên năm 2008.